# Sirio (torpilleur)
Pour les articles homonymes, voir Sirio.
Le Sirio (fanion « SI ») était un torpilleur italien de la classe Spica - type Perseo lancé en 1935 pour la Marine royale italienne (en italien : Regia Marina). 

## Conception et description
Les torpilleurs de la classe Spica devaient répondre au traité naval de Londres qui ne  limitait pas le nombre de navires dont le déplacement standard était inférieur à 600 tonnes. Hormis les 2 prototypes, 3 autres types ont été construits : Alcione, Climene et Perseo. Ils avaient une longueur totale de 81,42 à 83,5 mètres, une largeur de 7,92 à 8,20 mètres et un tirant d'eau de 2,55 à 3,09 mètres. Ils déplaçaient 652 à 808 tonnes à charge normale, et 975 à 1 200 tonnes à pleine charge. Leur effectif était de 6 à 9 officiers et de 110 sous-officiers et marins
Les Spica étaient propulsés par deux turbines à vapeur à engrenages Parsons , chacune entraînant un arbre d'hélice et utilisant la vapeur fournie par deux chaudières Yarrow. La puissance nominale des turbines était de 19 000 chevaux-vapeur (14 000 kW) pour une vitesse de 33 nœuds (61 km/h) en service, bien que les navires aient atteint des vitesses supérieures à 34 nœuds (62,97 km/h) lors de leurs essais en mer alors qu'ils étaient légèrement chargés. Ils avaient une autonomie de 1 910 milles nautiques (3 540 km) à une vitesse de 15 nœuds (27,7 km/h)
Leur batterie principale était composée de 3 canons 100/47 OTO Model 1937. La défense antiaérienne (AA) des navires de la classe Spica était assurée par 4 mitrailleuses jumelées Breda Model 1931 de 13,2 millimètres. Ils étaient équipés de 2 tubes lance-torpilles de 450 millimètres (21 pouces) dans deux supports jumelés au milieu du navire.  Les Spica étaient également équipés de  2 lanceurs de charges de profondeur et d'un équipement pour le transport et la pose de 20 mines.

## Construction et mise en service
Le Sirio est construit par le chantier naval Cantieri del Quarnaro à Fiume en Croatie, et mis sur cale le 12 novembre 1934. Il est lancé le 14 novembre 1935 et est achevé et mis en service le 1er mars 1936. Il est commissionné le même jour dans la Regia Marina.

## Histoire de service
Le Sirio est devenu opérationnel dans les derniers mois de 1936, étant d'abord déployé dans les eaux libyennes.
En 1937, le torpilleur participe à la guerre civile espagnole, en menant des actions contre la contrebande de fournitures pour les troupes républicaines espagnoles.
Plus tard, avant le début de la Seconde Guerre mondiale, l'unité opère dans le Dodécanèse.

### Seconde Guerre mondiale
Lorsque l'Italie est entrée dans la Seconde Guerre mondiale, le Sirio fait partie du Xe escadron de torpilleurs basé à La Spezia, qu'il forme avec ses navires-jumeaux (sister ships) Vega, Sagittario et Perseo. Il est affecté à des missions d'escorte d'abord en Libye puis en mer Égée, revenant sur les côtes libyennes et tunisiennes jusqu'à la chute de ces territoires aux mains des Alliés.
Du 9 au 15 juin 1940, le navire participe, avec les torpilleurs Curtatone et Carini et les mouilleurs de mines Crotone, Fasana, Orlando et Gasperi, aux opérations de dragage de mines dans les eaux de l'île d'Elbe.
Du 29 au 31 août, le Sirio escorte le pétrolier Marangona et le vapeur San Giovanni Battista de Palerme à Tripoli.
Du 6 au 11 novembre, l'unité escorte, sur la route Tripoli-Palerme, le pétrolier Ticino et le vapeur Sirena.
A 00h33, le 27 novembre 1940, le Sirio, en mission dans le canal de Sicile (il quitte Rapani le 26 à 17h00), aperçoit au large du Cap Bon les silhouettes de sept navires britanniques - le cuirassé HMS Ramillies (07), les croiseurs HMS Newcastle (C76), HMS Berwick (65) et HMS Coventry (D43) et trois destroyers (ces derniers sont en fait au nombre de cinq) - se dirigeant vers le nord-ouest (il s'agit de la Force D britannique, en mer pour l'opération Collar) et les attaquent sans succès en lançant deux torpilles à une distance de 1 800 mètres (les torpilles n'ont même pas été remarqués par les navires britanniques),. Après l'attaque, le Sirio se replie et lance un signal de découverte, ce qui permet à la flotte italienne en mer de se diriger vers l'escadron britannique (il s'ensuit la bataille infructueuse de Capo Teulada).
Le 19 mai 1941, le Sirius quitte le Pirée pour escorter un convoi de 21 caïques transportant 2 331 soldats allemands, censés rejoindre la Crète pour prendre part aux combats en cours pour l'occupation de l'île (Bataille de Crète). Cependant, il est immobilisé par une grave défaillance de l'hélice tribord et contraint de rentrer au port, ainsi que 7 des caïques. Le navire naufragé est remplacé d'abord par le vieux torpilleur Curtatone, qui saute sur des mines dans le golfe d'Athènes avant de pouvoir rejoindre le convoi, puis par le torpilleur Lupo, qui dans la nuit du 21 au 22 mai affronte une formation britannique prépondérante pour tenter de défendre le petit convoi.
Au cours de 1941, le torpilleur est modifié avec l'élimination des inefficaces mitrailleuses de 13,2 mm et leur remplacement par huit canons de 20/65 mm, En outre, deux lanceurs de charges de profondeur supplémentaires sont prises à bord.
Le 23 juillet 1941, le Sirio participe, avec le remorqueur de sauvetage Hercules, aux opérations de débarquement du navire-hôpital Gradisca, qui s'est échoué six jours plus tôt sur un banc de sable au large du cap Kara (Grèce).
Le 15 août à 11h58, le sous-marin britannique HMS Thrasher (N37) attaque sans succès avec quatre torpilles le vapeur mouilleur de mines auxiliaire allemand Bulgaria (selon d'autres sources, le navire à moteur allemand Ankara), que le Sirius escorte, à la position géographique de 37° 36′ N, 24° 03′ E (au large du Cap Sounion).
Le 4 septembre de la même année, le torpilleur quitte le Pirée pour escorter le vapeur Maya et le vapeur roumain Balcik vers les Dardanelles, mais le lendemain, à 7h45, le Maya est touché par une torpille lancée par le sous-marin britannique HMS Perseus (N36) à environ 6 milles nautiques (11 km) au sud de Ténédos,, Après des tentatives infructueuses de remorquage, le Maya doit être canonné par le Sirius lui-même, coulant à la position géographique de 39° 43′ N, 25° 57′ E,. 
Le 15 octobre à 9h53, le sous-marin HMS Thunderbolt (N25) attaque avec trois torpilles, à la position géographique de 37° 40′ N, 23° 51′ E, le convoi - les vapeurs allemands Burgas et Arthemis, les pétroliers Petrakis Nomikos (allemand) et Torcello (italien) - que le Sirio escorte avec son navire-jumeau Alcione et le destroyer Quintino Sella. Aucune des torpilles ne touche, tout comme le lancement par l'escorte d'une douzaine de grenades sous-marines a échoué.
Le 25 octobre 1941, à 13h18, le sous-marin britannique HMS Triumph (N18) frappe avec deux torpilles (sur trois lancées) le vapeur Monrosa, que le Sirio et le destroyer Sella escortent avec le vapeur Sant'Agata du Pirée à Candia, le faisant couler en douze minutes à la position géographique de 37° 41′ N, 23° 53′ E (entre les îlots de Gaidaro et Phleva),,. La réaction des navires italiens (auxquels est ajouté le torpilleur Libra) endommage le sous-marin attaquant,.
À 14h55 le 16 septembre 1942, le Sirio appareille de Souda pour escorter vers Tobrouk, avec son navire-jumeau Lupo, les transports Dora (transportant 192 tonnes de fournitures), C. Fougier (transportant 1 347 tonnes de munitions et autres fournitures) et Nerucci (transportant 1 019 tonnes d'essence et 134 d'autres matériaux). Le convoi arrive à 10h15 le 18, après avoir échappé à une attaque du sous-marin HMS Taku (N38) visant le Dora (le sous-marin britannique lance sans succès quatre torpilles contre le navire marchand à 3h20 le 18, alors qu'il se trouve à la position géographique de 32° 29′ N, 23° 34′ E, à environ 35 milles nautiques (65 km) au nord-ouest de Tobrouk),.
Le 24 septembre, le torpilleur, sous le commandement du capitaine de corvette (capitano di corvetta) Bortone, quitte le Pirée pour escorter vers Tobrouk, en compagnie du destroyer da Recco et des torpilleurs Lupo et Castore, les vapeurs Menes (allemand) et Anna Maria Gualdi (italien), qui sont ensuite rejoints par le pétrolier Proserpina et les torpilleurs Libra et Lira. Le convoi arrive à destination indemne après avoir repoussé une attaque aérienne.
Le 25 novembre à 1h45 du matin, le navire quitte Palerme pour escorter vers Bizerte, avec le torpilleur d'escorte Groppo, un convoi composé des vapeurs Carlo Zeno, Etruria et XXI Aprile et des barges à moteur (Marinefährprahm MZ 705 et MZ 756. À 13h50 le même jour, le sous-marin HMS Utmost (N19) attaque sans succès le convoi à environ quarante milles nautiques (74 km) au sud-ouest du cap San Vito, puis est coulé à la position géographique de 38° 31′ N, 12° 01′ E par la réaction du Groppo. Les navires du convoi atteignent leur destination à midi le 26.
Le 30 novembre à 14h30, le Sirio quitte Naples pour escorter le convoi "B" (les navires à vapeur Arlesiana, Achille Lauro, Campania, Menes et Lisboa) vers la Tunisie, avec les torpilleurs Pallade, Groppo et Orione. L'escorte est ensuite rejointe par le torpilleur Uragano (à 17h10 le 1er décembre) et le Xe escadron de destroyers (Maestrale, Grecale et Ascari, rejoints à 19h35 du même jour), mais le convoi est néanmoins renvoyé à la rencontre de la Force Q britannique (croiseurs légers HMS Aurora (12), HMS Sirius (82) et HMS Argonaut (61), destroyers  HMAS Quiberon (G81) (australien) et HMS Quentin (G78) (britannique)), qui ensuite, dans la nuit du 2 décembre, intercepte et détruit le convoi "H", qui a au contraire été envoyé en avant.
Le 23 décembre 1942, à 21h00, le Sirio quitte Palerme avec son navire-jumeau Perseo et le destroyer Lampo pour escorter les navires à moteur Viminale et Col di Lana et le transport militaire allemand KT 2 vers Bizerte. À dix heures le 24, le sous-marin britannique HMS P48 (P48) tente de torpiller le Viminale au large du Cap Bon, sans y parvenir, tandis que la réaction du Perseo endommage le sous-marin attaquant (qui sera coulé deux jours plus tard par le torpilleur Ardente). Le convoi a atteint sa destination à sept heures du soir le même jour.
Le 31 janvier 1943, à 4h30, le torpilleur quitte Naples pour escorter, avec son navire-jumeau 'Clio, les torpilleurs d'escorte modernes Monsone et Uragano et le destroyer Saetta, un convoi de navires à moteur modernes Alfredo Oriani, Manzoni et Mario Roselli. Après avoir évité une attaque du sous-marin britannique HMS Turbulent (N98) le 31 janvier, le convoi s'arrête à Palerme (de 17h45 le 1er février à 0h30 le 2) puis repart pour arriver à Bizerte à 15h00 le 2 février.
Le 3 février 1943, à 5h30, le Sirio quitte Bizerte pour Naples afin d'escorter, avec le destroyer Saetta et les torpilleurs Monsone, Uragano et Clio, le gros pétrolier Thorsheimer sur le chemin du retour en Italie,. La navigation est gênée par le brouillard, la mer de force 5 et le mistral de force 6, qui provoquent le roulis et la dérive et rendent difficile le calcul de la position et l'utilisation du sondage et de l'échogoniomètre. À 9h38 du même jour, le Uragano heurte une mine (posée par le mouilleur de mines britannique HMS Abdiel (M39)), qui enlève sa poupe, et il reste immobilisé,,. À 9h40, le Clio et le Saettas'approchent pour porter secours, mais huit minutes plus tard, ce dernier heurte une mine et coule brisé en deux en moins d'une minute, entraînant 170 hommes à sa perte,. Même la tentative de sauvetage du Clio par des bateaux à bord à 9h51 n'aboutit pas, et à 10 h, le reste du convoi reçuoit l'ordre de continuer, atteignant Naples indemne à 12h50,. Lors du naufrage du Uragano et du Saetta, 284 hommes disparaissent, tandis que seuls 54 peuvent être sauvés,.
A 11h20 Le 15 février 1943, le Sirio, sous le commandement du capitaine de corvette (capitano di corvetta) Antonio Cuzzaniti, quitte Palerme avec le torpilleur d'escorte moderne Monsone, le vieux destroyer Augusto Riboty (qui revient ensuite, après environ huit heures, pour avaries, étant remplacé le lendemain matin par le torpilleur Clio) et les corvettes modernes Antilope et Gabbiano, pour escorter vers Bizerte un convoi composé des vapeurs Alcamo, Frosinone et Chieti et du petit pétrolier à moteur Labor. À 23h30, le Monsone et le Gabbiano détectent avec l'échogoniomètre le bruit produit par des moteurs à combustion interne à une distance d'environ 3 000 mètres. Il s'agit des unités britanniques MTB 77, MTB 82 et MGB 61, deux vedettes-torpilleurs à moteur et une canonnière à moteur, qui manœuvrent pour attaquer le convoi. Les unités d'escorte ouvrent le feu avec leur artillerie, tandis que les unités britanniques tirent avec leurs mitrailleuses et, ayant atteint une courte distance, le MTB 77 et le MTB 82 tirent deux torpilles sur le Alcamo, le manquant. Puis les trois unités, dont deux sont endommagées (le MTB 77 est touché à plusieurs reprises par des éclats d'obus et avec un officier mort à bord, le MTB 82 est touché par un obus à la poupe) se replient, poursuivies en vain par le Sirio et le Monsone; lorsque, à quatre heures du matin, elles reviennent pour tenter une seconde attaque, elles sont à nouveau repoussées par le feu du Sirio. Le convoi, échappant également à quelques attaques aériennes, arrive indemne à Bizerte à 23h45 le 16 février.
Le 12 mars 1943, le Sirio est le chef d'escorte d'un convoi allant de Naples à Tunis, comprenant, outre les escortes des torpilleurs Cigno, Libra et Orione, les corvettes Cicogna et Persefone et les chasseurs de sous-marins VAS 231 et VAS 232, les transports Caraibe, Sterope et Esterel, lorsque - à 22h19 - le convoi est attaqué par le sous-marin britannique HMS Thunderbolt (N25), qui torpille et endommage sérieusement le Esterel à deux milles nautiques (3,7 km) au large de San Vito Lo Capo,,,,,,. Auparavant, une attaque de bombardiers-torpilleurs Bristol Beaufort du 39e escadron (39th Squadron), dont l'un est abattu, met déjà le Sterope hors service et il faut le remorquer jusqu'à Palerme,. Après une attaque infructueuse du Libra, le lendemain, le Cicogna réussit à couler le HMS Thunderbolt,,.
Le 14 mars 1943, à 22h00, le Sirio quitte Bizerte pour escorter, avec trois autres unités (le torpilleur Cigno et les corvettes Cicogna et Persefone), un convoi de cinq navires marchands (Ethylene, Labor, Volta, Teramo, Forli) qui rentrent en Italie. Le 17 mars à 12h11, le convoi, réduit au seul pétrolier Labor et au vapeur Forlì escorté par les torpilleurs Sirio, Cigno et la corvette Persefone, est attaqué par le sous-marin britannique HMS Trooper (N91) entre Palerme et Naples. Les torpilles dirigées contre le Labor ne touchent pas, tandis que le Forlì est touché à 12h20 et coule rapidement à la position géographique de 40° 11′ N, 14° 23′ E (18 milles nautiques (33 km) au sud de Capri et 23 milles nautiques (43 km) à l'ouest de Punta Licosa),. Le reste du convoi atteint Naples à 16h30 le même jour.
Le 22 mars, le torpilleur remorque le vapeur allemand Prasident Herrenschmidt qui, alors qu'il navigue escorté par le Sirio, est touché à la poupe par une torpille lancée par le sous-marin HMS Tribune (N76) à la position géographique de 39° 14′ N, 15° 59′ E, à une dizaine de milles nautiques (19 km) au nord-ouest de Capo Suvero.
Au cours de l'été 1943, le Sirio est basé à Naples et fait partie du Ier escadron de torpilleurs, avec le Aretusa, le Lince, le Sagittario, le Clio et le Cassiopea). Après l'armistice du 8 septembre 1943 (Armistice de Cassibile), il réussit à atteindre un port sous contrôle allié.

### Cobelligerence
Après la proclamation de l'armistice, le 19 septembre, le Sirio et le Clio, ainsi que le navire à moteur Probitas, sont envoyés à Santi Quaranta où ils embarquent 1 750 soldats italiens, qu'ils transfèrent le lendemain à Brindisi.
En septembre 1943, le Sirio et le Clio participent également à des missions d'évacuation des troupes italiennes de Corfou.
À la mi-septembre, les deux torpilleurs, à l'initiative et sous le commandement du contre-amiral Giovanni Galati, quittent Brindisi chargés d'approvisionnements (munitions pour canons et mitrailleuses, pièces d'artillerie, médicaments, bombes de mortier, obus anti-aériens) destinés à la division "Acqui", assiégée par les Allemands en Céphalonie. Cependant, lorsque les Alliés prennent connaissance de la mission en cours, qui n'a pas été autorisée par eux, ils ordonnent aux deux unités de retourner à Brindisi sans avoir atteint Céphalonie.
Dans la soirée du 22 septembre, le Sirio, ainsi que la corvette Sibilla et les transports Dubac et Salvore, effectuent une première mission d'évacuation des troupes italiennes de Santi Quaranta, en embarquant des blessés et des prisonniers évadés du 130e régiment de la division "Parma".
A dix heures du soir du 24 septembre, le Sirio est envoyé à Santi Quaranta pour remplacer le vieux torpilleur Stocco, détourné vers Corfou et coulé par les avions allemands, dans l'escorte d'un autre convoi - le vapeur Dubac et les navires à moteur Salvore et Probitas, escortés par la corvette Sibilla - chargé d'évacuer les soldats de cet endroit,. Les unités transportent une petite quantité de provisions (5-6 tonnes), tandis qu'avant de partir (matin du 25), elles embarquent 2 700 soldats de la division "Perugia",. Le Probitas ne peut pas partir en raison d'une panne de moteur, et est coulé dans l'après-midi par des attaques aériennes. Au cours du voyage, le convoi est attaqué par des bombardiers allemands Junkers Ju 87 " Stuka ". Alors que le Sirio, le Sibilla et le Salvore parviennent à éviter les bombes, le Dubac est touché par deux ou trois engins qui massacrent plus de 200 hommes et causent de graves dommages au navire, qui commence à faire une embardée sur le côté gauche,. Le Sirio s'approche du navire en détresse (qui a pu s'échouer à un mille nautique (1,8 km) au nord du phare d'Otrante) et prend à son bord les blessés les plus graves pour les amener à Brindisi (où il arrive le pont arrosé de sang),.
Pendant la cobelligérance (1943-1945), le torpilleur effectue des missions d'escorte des navires marchands alliés.
Le 15 janvier 1945, au large d'Alger, le torpilleur rencontre la formation navale composée du croiseur léger Attilio Regolo, des destroyers Carabiniere, Mitragliere et Fuciliere et du torpilleur Orsa, qui revient des Baléares après avoir été interné à la suite de l'armistice et du naufrage du cuirassé Roma, et l'accompagne dans la navigation vers Tarente, où les navires arrivent le 23 janvier.

### Service dans la Marina Militare

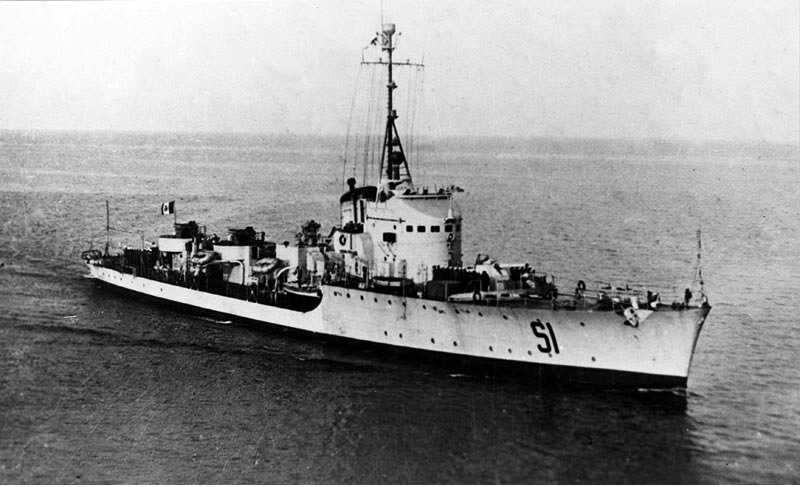
Le navire après sa transformation en corvette rapide

Après la guerre, l'unité fait partie des navires laissés à l'Italie par le traité de paix et passe donc à la Marina Militare. 
Entre 1951 et 1952, le Sirio est reclassé en corvette rapide et subit d'importants travaux de modernisation, qui impliquent l'élimination de deux canons de 100/47 mm et de quatre tubes lance-torpilles, ainsi que l'installation d'un lanceur anti-sous-marin "Porcospino". 
Après l'entrée de l'Italie dans l'Organisation du traité de l'Atlantique nord (OTAN), le navire reçoit également en 1953 son nouveau code d'identification F 554.
Le navire participe à des exercices avec des unités de l'OTAN.
En 1958, la corvette subit le retrait du dernier canon de 100 mm, embarquant à la place 2 mitrailleuses 40/60 mm Mk 3.
Radié le 31 octobre 1959, le vieux Sirio est envoyé à la démolition.

### Commandants
- Capitaine de corvette (Capitano di corvetta) Giovanni Dessy (né à Oristano le 21 juin 1904) (août - décembre 1940)
- Capitaine de corvette (Capitano di corvetta) Romualdo Bertone (né le 1er août 1907) (septembre 1942 - janvier 1943)
- Capitaine de corvette (Capitano di corvetta) Antonio Cuzzaniti (né à La Spezia le 23 janvier 1908) (janvier - décembre 1943)

## Sources
- (it) Cet article est partiellement ou en totalité issu de l’article de Wikipédia en italien intitulé « Sirio (torpediniera) » (voir la liste des auteurs).